# Rzeźnia miejska w Warszawie

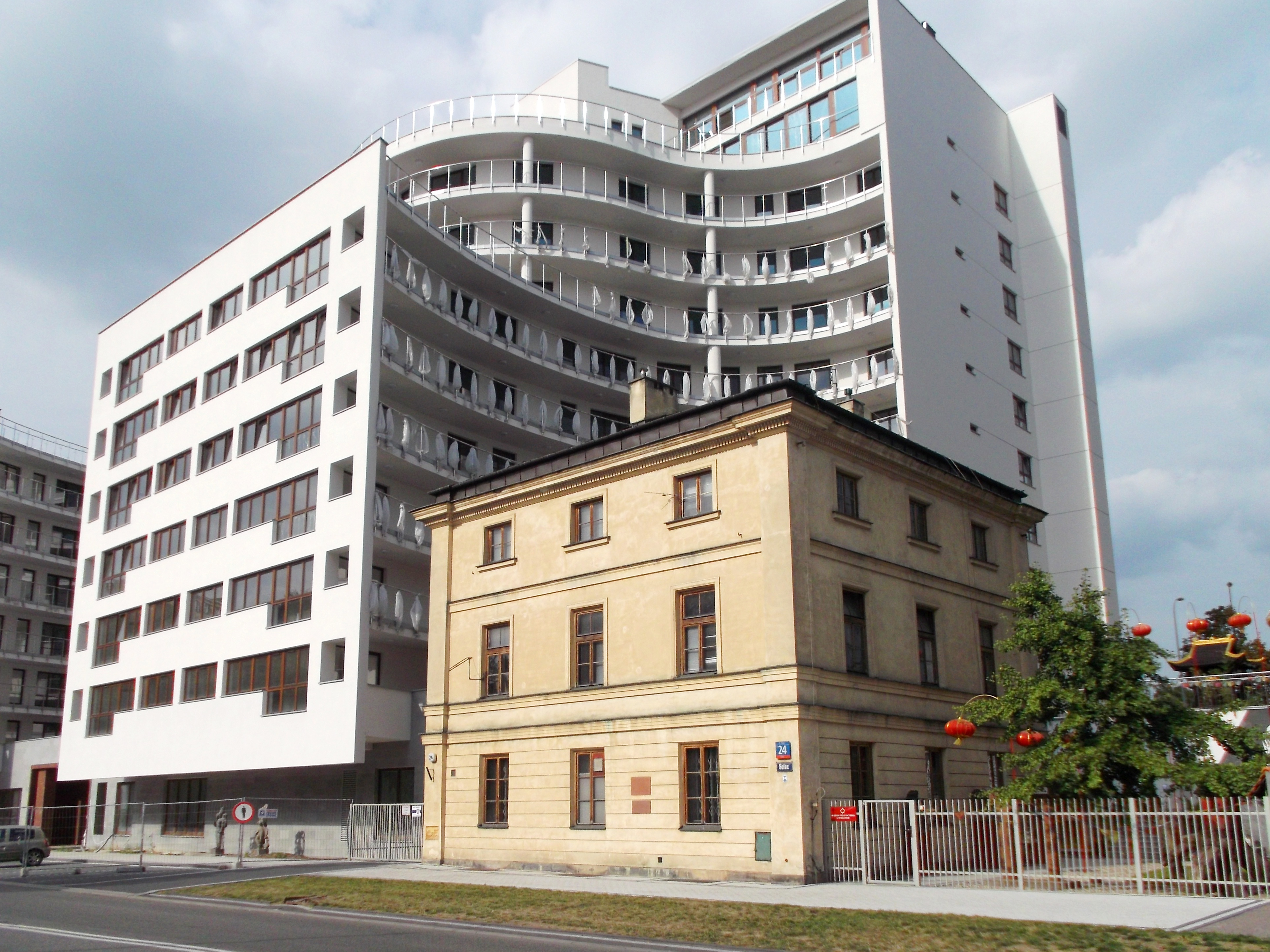
Południowy pawilon rzeźni miejskiej na tle apartamentowca Pacific Residence (2012)

Rzeźnia miejska – rzeźnia, która funkcjonowała w latach 1840–1930 w Warszawie przy ul. Solec. Pod numerem 24 zachowały się dwa zabytkowe pawilony należące kiedyś do kompleksu rzeźni.

## Historia
Rzeźnia powstała po 1840 roku. Zabudowania murowane zostały wzniesione w latach 1853–1856 według projektu Piotra Frydrycha, który wcześniej, w 1849 roku, odbył podróż do Niemiec, Belgii i Paryża, aby zapoznać się z tamtejszymi wzorowymi rzeźniami.
Rzeźnia została zlokalizowana między ulicą Solec a ulicą Wioślarską i miała postać bardzo wydłużonego, parterowego budynku z arkadową fasadą i z nieco wyższym, dwuspadowo zwieńczonym środkowym ryzalitem. Ceglane lico muru kontrastowało z tynkowanym detalem. W skład zespołu wchodził budynek główny, dwa pawilony przy Solcu, dom (mieszkalny?) i mniejsze zabudowania na terenie całej posesji.
Rzeźnia została zlikwidowana około 1930 roku w związku z pracami regulacyjnymi brzegu Wisły. Większość zabudowań zniszczono w czasie II wojny światowej. W czasie powstania warszawskiego ich tereny zostały obsadzone, a później dzielnie bronione przez 1140 pluton (pod dowództwem plut. pchor. Zdzisława Gatkowskiego „Prusa”) 3 kompanii III zgrupowania porucznika Juliusza Szawdyna „Konrada”. Stąd 1 sierpnia 1944 zaatakował on most Poniatowskiego (to wydarzenie upamiętnia tablica umieszczona na zachowanym budynku rzeźni).
Wypalony obiekt zburzono w 1952 roku, wbrew ustaleniom konserwatorskim. Pozostały dwa kwadratowe, narożne budynki (pawilony), które zostały wyremontowane w latach 60., a staranniej w latach 80. Przywrócono (ze zmianami) detale usunięte po wojnie, ale zmieniono zwieńczenie, wprowadzając wysokie poddasza, których wcześniej nie było, a sam dach miał wyraźne okapy.
Oba domki wpisano do rejestru zabytków 1 lipca 1965 roku (pod numerem 648).
Ocalałe pawilony przy Solcu od 1983 roku mieszczą Muzeum Azji i Pacyfiku.
W 2014 na terenie dawnej rzeźni zakończono budowę apartamentowca Pacific Residence, którego parter został przeznaczony na nową siedzibę muzeum.